# Annie Yi
Annie Yi (伊能靜) est une chanteuse et actrice taïwanaise née le 4 mars 1969 à Taipei. Elle a notamment joué dans trois films de Hou Hsiao-hsien.

## Filmographie
- 1995 : Good Men, Good Women de Hou Hsiao-hsien : Liang Ching / Chiang Bi-yu
- 1996 : Goodbye South, Goodbye de Hou Hsiao-hsien : Patachou
- 1998 : Les Fleurs de Shanghai de Hou Hsiao-hsien : Fleur d'or
- 1999 : 8 femmes ½ de Peter Greenaway : Simato
- 2012 : The Assassins de Zhao Linshan : l'Impératrice Fu